# سفارت اندونزی در واشینگتن
سفارت اندونزی در واشینگتن (به انگلیسی: Embassy of Indonesia) یک منطقهٔ مسکونی و نمایندگی سیاسی این کشور در ایالات متحده آمریکا است که در واشینگتن، دی.سی. واقع شده‌است.